# Ludwig Binswanger
Ludwig Binswanger (13. dubna 1881 Kreuzlingen, Švýcarsko – 5. února 1966 Kreuzlingen) byl švýcarský lékař a psychoanalytik, blízký spolupracovník Sigmuda Freuda a zakladatel odlišné, existenciální analýzy či daseinsanalýzy.

## Život a působení
Pocházel z rodiny psychiatrů, roku 1907 ukončil studium lékařství v Curychu a jako mladý muž spolupracoval s C. G. Jungem, E. Bleulerem a S. Freudem. I když se s Freudem později rozešel, zůstali přáteli. V letech 1911–1956 byl ředitelem psychiatrického sanatoria „Bellevue“ v Kreuzlingen, které založil jeho děd. Byl ovlivněn filosofií existence, zejména dílem M. Heideggera, E. Husserla a M. Bubera. Podobně jako Henri Bergson tito autoři ukázali, že člověk není mechanismus, nýbrž že svůj život sám vede jako osoba, že mu „v jeho bytí o toto bytí samo jde“ (Heidegger). Proto není možné pacienta chápat jako výslednici neosobních sil, nýbrž právě jako „pobyt“, lidskou existenci. Svůj koncept psychoanalýzy, která pacienta chápe jako osobu, uveřejnil roku 1942 v knize Grundformen und Erkenntnis menschlichen Daseins (Základní formy a poznání lidského pobytu). Svoji metodu ilustroval zejména na případu mladé Ellen West.

## Význam a vliv
Binswanger měl řadu významných žáků a následovníků, jako byl Medard Boss nebo Gion Condrau. Jeho dílo „Sen a existence“ z roku 1930 významně ovlivnilo francouzského filosofa Michela Foucaulta, který k jeho překladu do francouzštiny napsal obsáhlou předmluvu. Od 50. let 20. století se daseinsanalýza rozšířila i do dalších zemí, do českého prostředí ji uvedl Jiří Němec, zabývá se jí Oldřich Čálek a další.